# Leptodontium tenuifolium
Leptodontium tenuifolium là một loài rêu trong họ Pottiaceae. Loài này được (Müll. Hal.) Kindb. mô tả khoa học đầu tiên năm 1888.